# Saint-Paul-de-Vence
Saint-Paul-de-Vence [sén pól d’váns] je malebné historické městečko v jihovýchodní Francii, asi 15 km západně od Nice.

## Popis
Město leží na podlouhlém strmém ostrohu a je obehnáno hradbami ze 16. století. Kromě ulice podél hradeb jsou uličky tak strmé a úzké, že do města nemohou vjíždět auta. Město je oblíbeným turistickým místem, kde žila také řada slavných umělců. Od roku 1966 do své smrti zde žil malíř Marc Chagall.

## Pamětihodnosti
- Hradby z let 1537-1547
- Římskokatolický kostel Obrácení sv. Pavla z 11.-12. století, přestavěný v 16. století
- Fondation Maeght s muzeem moderního umění
- Hřbitov na jižním konci města, kde je pohřben mimo jiné malíř Marc Chagall

## Galerie
|  |  |  |  |  |